# Panurgus canescens
Panurgus canescens är en biart som beskrevs av Pierre André Latreille 1811. Panurgus canescens ingår i släktet fibblebin, och familjen grävbin. Inga underarter finns listade i Catalogue of Life.